# 彼得·C·香农
彼得·C·香农（1821 - 1899）是一名美国律师、政治家、法官。1852年成为本区法院的首席法官，任期一年。内战后成为共和党人。1864年参与了林肯的二度参选。1873年成为达科他准州最高法院首席法官。1883年参与了对埃弗顿·康格的调查。南达科他州香农县便是以他命名的。